# Edward Keene
Edward Keene – brytyjski politolog, profesor Uniwersytetu Oksfordzkiego, przedstawiciel angielskiej szkoły teorii stosunków międzynarodowych.

## Edukacja
W 1991 roku ukończył studia licencjackie na kierunku filozofia, politologia i ekonomia na Uniwersytecie w Oksfordzie. W 1993 roku uzyskał tytuł MA (odpowiednik polskiego magistra) w dziedzinie stosunków międzynarodowych w London School of Economics. Na tej samej uczelni w 1998 roku uzyskał tytuł doktora stosunków międzynarodowych.

## Praca akademicka
Keene łączy pracę dydaktyczną z badaniami naukowymi. W latach 1998–2000 pracował w School of Oriental and African Studies. W 2001 roku został wykładowcą Balliol College, na Uniwersytecie w Oksfordzie, skąd w 2003 roku przeniósł się na Georgia Institute of Technology. W 2009 roku powrócił do swojej alma mater, zostając profesorem stosunków międzynarodowych w Christ Church, na Uniwersytecie w Oksfordzie.
Zakres jego zainteresowań akademickich obejmuje w szczególności współczesną historię stosunków międzynarodowych, historię prawa międzynarodowego, historię dyplomacji, teorię stosunków międzynarodowych i historię myśli politycznej.
Jest przedstawicielem angielskiej szkoły teorii stosunków międzynarodowych. Szkoła angielska wychodzi z założenia, że mimo cechującej stosunki międzynarodowe anarchii, istnieje „społeczność państw”, których interakcje są w pewien ogólny sposób uporządkowane. Charakterystyczna dla szkoły angielskiej jest też interdyscyplinarność i czerpanie z dorobku historyków, filozofów i prawników. W 2002 roku Keene opublikował Beyond the Anarchical Society: Grotius, Colonialism and Order in World Politics, która nawiązuje do napisanej przez Hedleya Bulla książki Anarchical Society, będącej klasyczną pozycją w literaturze szkoły angielskiej.